# Enkplatz
Der Enkplatz befindet sich in Simmering, dem 11. Wiener Gemeindebezirk. Er wurde nach dem Schriftsteller Michael Leopold Enk von der Burg benannt.
Der Platz, der bis 1894 Marktplatz hieß, liegt im Westen des Bezirkes und ist sein politisches Zentrum.
Am Enkplatz befinden sich folgende Gebäude:
- Neusimmeringer Pfarrkirche, 1907–1910 von Hans Schneider errichtet
- Amtsgebäude: 1896 errichtet, Sitz einer Expositur des Magistratischen Bezirksamts 03 / 11 (seit 2023, vorher Bezirksamt für den 11. Bezirk), der Bezirksvorstehung und des Bezirksmuseums Simmering.
- Bezirkspolizeikommisariat
- Schulgebäude, 1966 errichtet
- Der Hedorferhof, ein Gemeindebau auf Nr. 1 (1950 errichtet)
- Der Rondonellhof, der den Platz nördlich abschließt, ein 1956 mit Spenden der Gläubigen errichteter und nach einem Pfarrer von Neusimmering benannter Wohnbau, der auch das Pfarramt enthält.

Pfarrkirche, Amtshaus und Schule stehen unter Denkmalschutz. 
Zur Simmeringer Hauptstraße hin ist das ebenfalls denkmalgeschützte Sefritkreuz aufgestellt, ein Bildstock aus der Zeit um 1630, der von einem Fleischermeister Georg Sefrit und seiner Frau Ursula Kehrmarin gestiftet wurde.
Der Platz wird durch die Wiener U-Bahn-Linie U3 erschlossen, die hier mit der U-Bahn-Station Enkplatz eine Station hat.

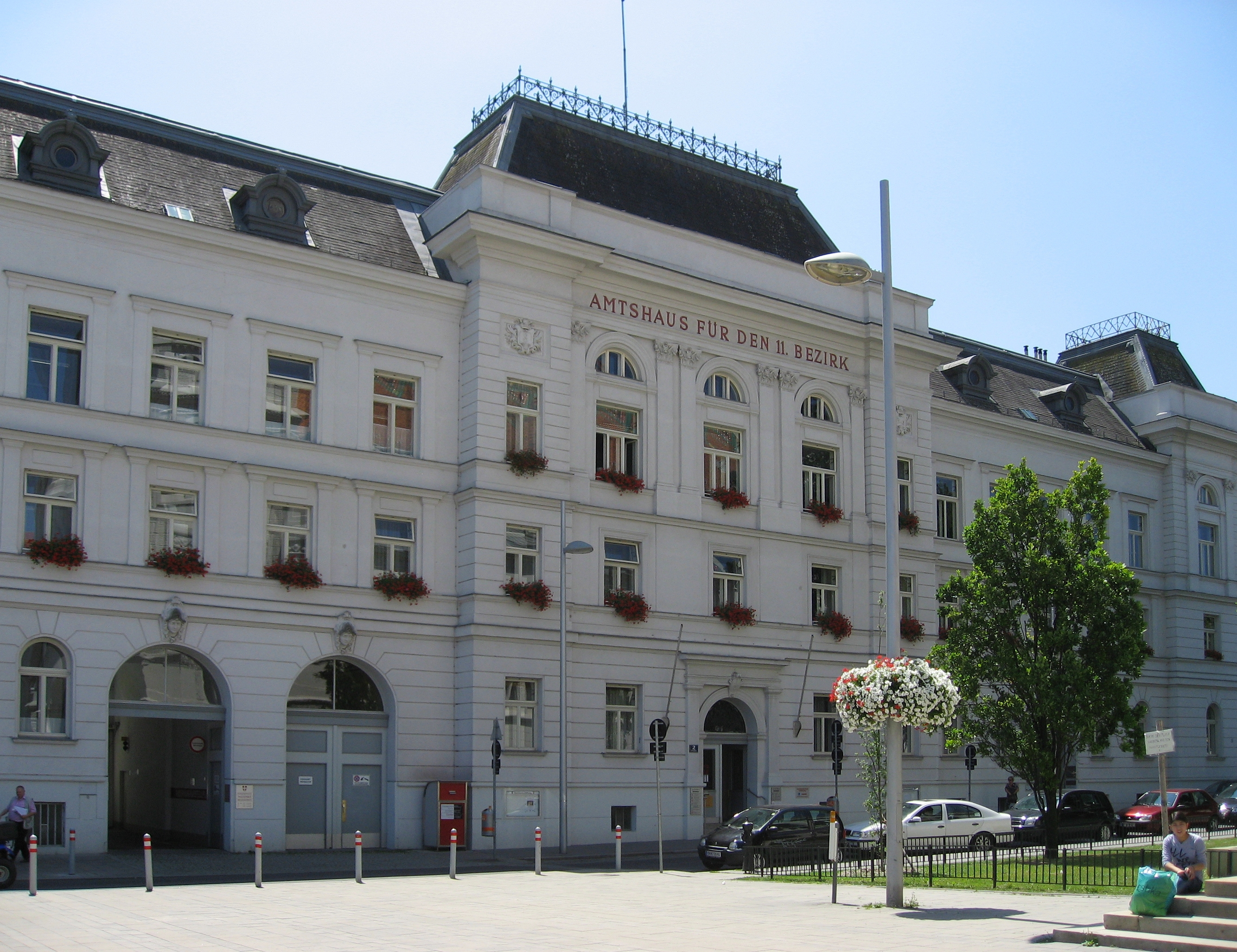
Amtshaus und Bezirksmuseum Simmering
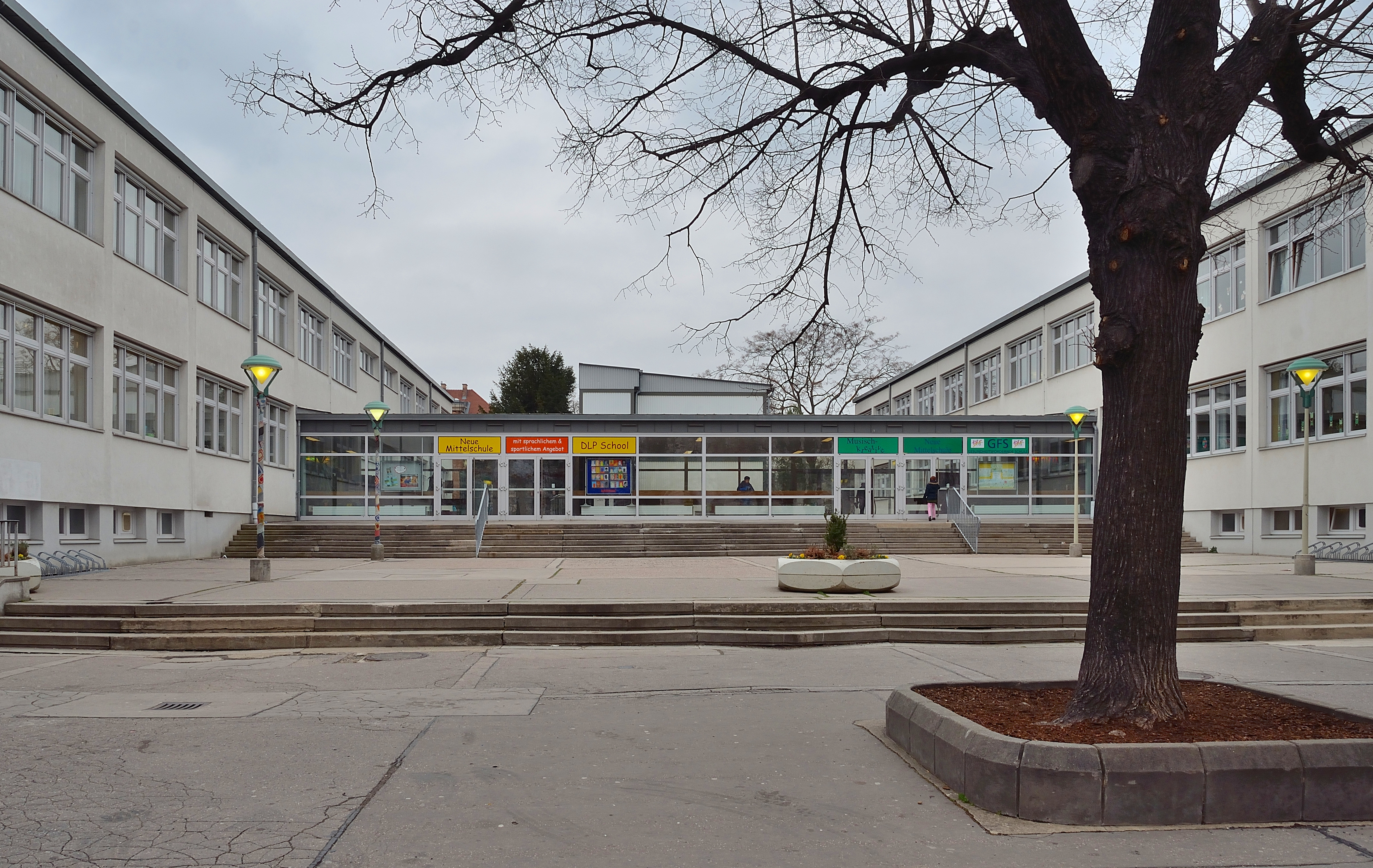
Schule
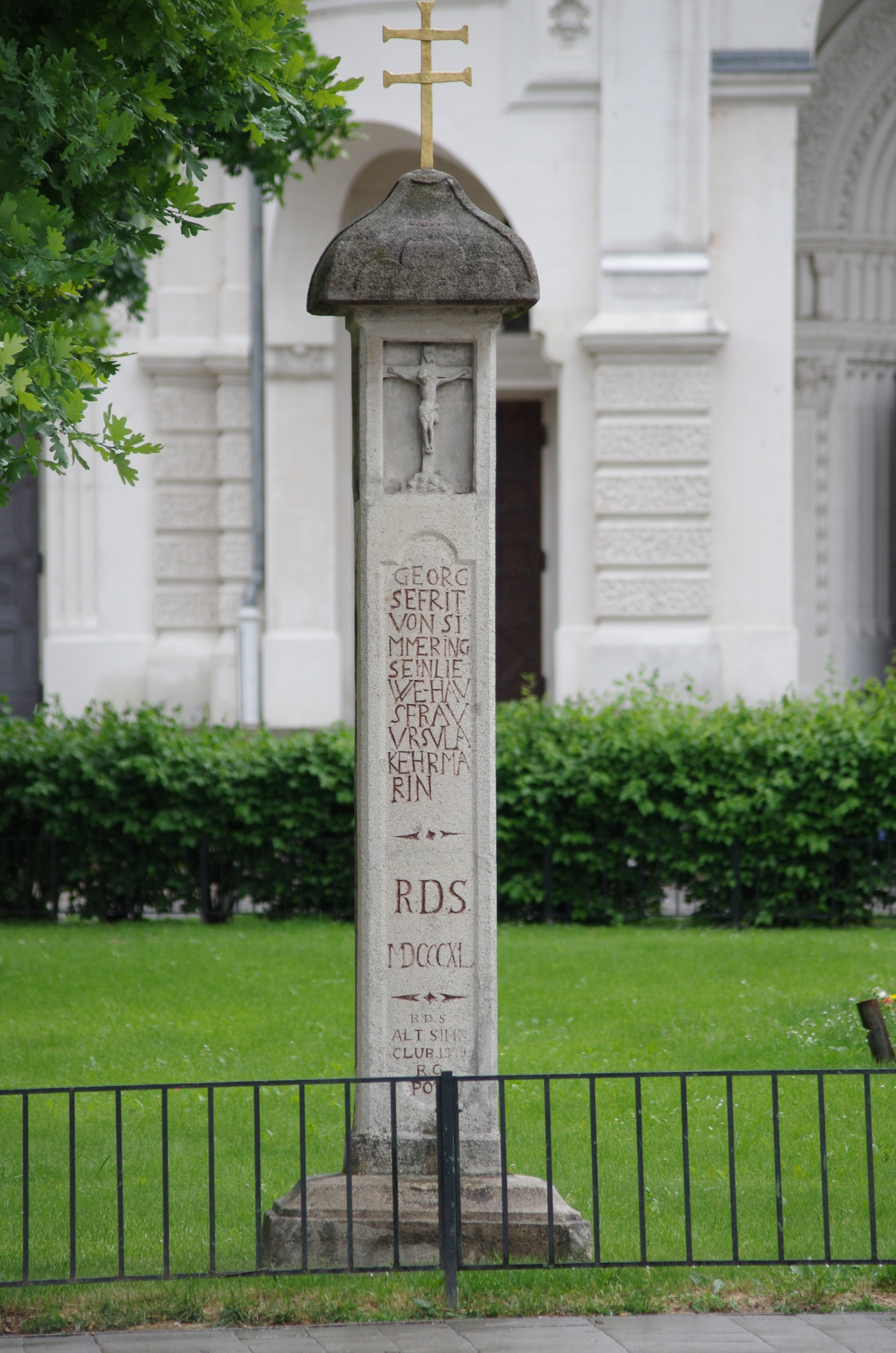
Sefritkreuz